# 瀬内蘭丸
瀬内蘭丸（せうちらんまる）は、日本の同人男性声優、歌手。主にゲーム実況やR18の女性向けシチュエーションボイス作品で活動している。血液型はA型。

## 略歴
2012年に活動を開始し、2016年の活動休止。2022年活動再開。
同人サークル「極配信」であなたと紡ぐリアルタイムシチュエーションボイスドラマを制作、販売。

## 出演作品
太字はメインキャラクター。

### ゲーム作品
- 「おねだりシェアメイト」(A'sRing、2014年4月25日発売) モブ 役
- 「グリザイアの楽園 -LE EDEN DE LA GRISAIA-」(FrontWing、2013年5月24日発売) モブ 役
- 「アイオライトリンクR」(Hexatonics、2017年10月23日配信) ジャッカス/★1、ドーマ/★2 役
- 「ニジカレ」 常盤識  役

### 音声作品
- 極配信～関西弁でイチャイチャしよ～ （2023年6月）
- 極配信～夜のオフィスで後輩とエッチ～ （2023年9月）
- なかなか時間が合わなかった彼氏と久々にエッチする～極配信～ （2024年1月）
- いっぱいチューしよ～極配信～ （2024年1月）
- 夜景を観ながらエッチしよ～極配信～ （2024年3月）
- お布団の中でイチャイチャしよっか～極配信 （2024年4月）
- キスからはじまるエッチなお店 （2024年7月）
- 僕と結婚してください （2024年8月）
- やっぱりお前が好きやねん （2024年9月）

### 楽曲
- solitary (2023年5月3日配信)
- OneWay (2023年7月4日配信)
- 光彩~ヒカリ~ (2023年8月12日配信)
- HUmaNOiD  SynDRome (2024年3月8日配信)
- Realise (2024年6月17日配信)